# Coppet
Coppet es una comuna suiza del cantón de Vaud, situada en el distrito de Nyon. Limita al norte con la comuna de Founex, al este con Chens-sur-Léman (FR-74) y Hermance (GE), al sur con Tannay, y al oeste con Commugny.
La comuna hizo parte hasta el 31 de diciembre de 2007 del círculo de Coppet.

## Transportes
Ferrocarril
La estación de coppet es la principal infraestructura ferroviaria de la comuna, donde se pueden tomar trenes con destino a Ginebra o Lausana.

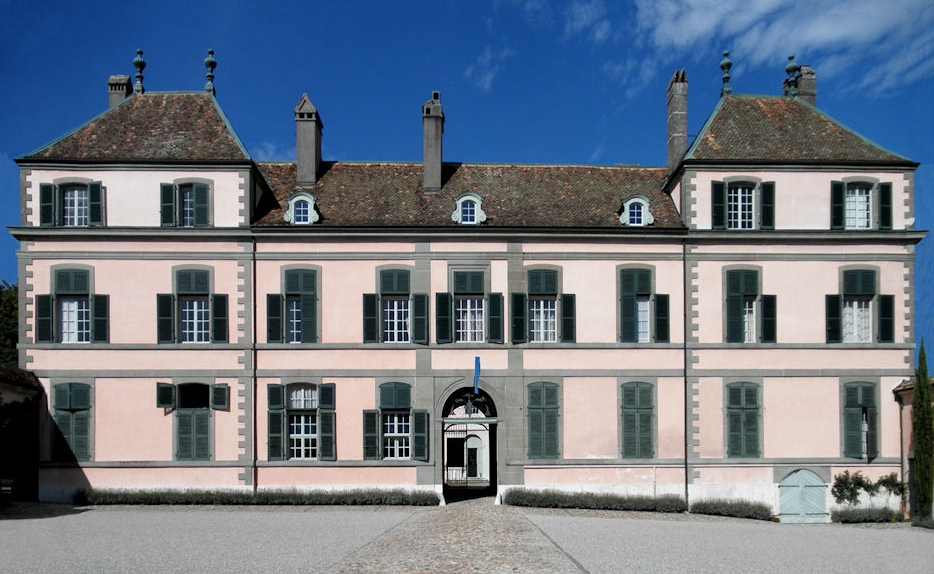
Castillo de Coppet.